# Sahar Biniaz
Sahar Biniaz, née le 17 novembre 1986 à Bangalore (Karnataka), est une actrice et mannequin irano-indo-canadienne, élue Miss Univers Canada 2012 puis Miss Univers Iran 2025.

## Biographie
Sahar Biniaz naît à Bangalore dans l'état du Karnataka, le 17 novembre 1986. Elle grandit en Iranet quelques années plus tard, sa famille déménage au Canada et elle est naturalisée canadienne.
Elle sort diplômée avec les honneurs de l'école Stella Adler Studio of Acting de Los Angeles.
En 2008, elle participe au concours Miss Univers Canada, devenant 1re dauphine. Elle deviendra quatre ans plus tard Miss Univers Canada 2012,. Mais elle ne participe pas au concours de Miss Univers 2012 comme le prévoit son titre ; elle est remplacée par Adwoa Yamoah car elle s'est cassé le pied quelques jours avant le concours.
Lors d'une cérémonie organisée le 31 mai 2025 dans la ville allemande d'Oberhausen, elle est élue « plus belle femme persane » et est sélectionnée pour représenter l'Iran à l'élection de Miss Univers 2025 à Pak Kret, en Thaïlande.

## Filmographie

### Cinéma

#### Longs-métrages
- 2005 : Neal'N'Nikki d'Arjun Sablok : l'enseignante
- 2009 : Watchmen : Les Gardiens (Watchmen) de Zack Snyder : la journaliste étrangère
- 2009 : 2012 de Roland Emmerich : la show-girl [n 1]
- 2010 : La Mission de Chien Noël (The Search for Santa Paws) de Robert Vince : la femme chic avec le caniche
- 2012 : Ambrosia de Baharak Saeid Monir : Leila

### Télévision

#### Séries télévisées
- 2006 : Blade : Sabine (saison 1, épisodes 5, 6, 8, 9 et 11)
- 2007 : Painkiller Jane : la belle fille (saison 1, épisode 17)
- 2007 - 2010 : Smallville : concurrente no 3 / deuxième fille dans l'avion / participante au club de combat / Shayera Hall (saison 7, épisode 3; saison 8, épisode 7; saison 9, épisode 6; saison 10, épisode 2)
- 2008 : Under One Roof : Sylvia (saison 1, épisode 1)
- 2010 : Blue Mountain State : Natrina (saison 1, épisode 3)
- 2010 : Sanctuary : Kali (saison 2, épisodes 12 et 13; saison 3, épisodes 1 et 2)

#### Téléfilm
- 2013 : Tom, Dick & Harriet de Kristoffer Tabori : mannequin